# لیونل ۹۵۰۴
سیارک ۹۵۰۴ (به انگلیسی: 9504 Lionel، نامگذاری:2224T-2) نه هزار و پانصد و چهارمین سیارک کشف شده‌است که در ۲۹ سپتامبر ۱۹۷۳ کشف شد.
قدر مطلق سیارک برابر ۱۳٫۷۰ است.